# ستيوارت دوبسون
ستيوارت دوبسون (بالإنجليزية: Stuart Dobson) هو لاعب كرة قدم أمريكي، ولد في 10 فبراير 1970 في Beverley ‏ في المملكة المتحدة. لعب مع تامبا باي راوديز ‏.